# Tswaaneng
Tswaaneng is een dorp in het district Southern in Botswana. De plaats telt 679 inwoners (2011).